# 芬戈郡
芬戈郡 （County of Fingal，愛爾蘭語：Contae Fhine Gall），是愛爾蘭的一郡，歷史上屬倫斯特省都柏林郡，1994年成立。位於愛爾蘭島東部愛爾蘭海岸。面積448.07 km²，2006年人口239,813人。首府索茲。

## 外部連結
- Fingal County Council （页面存档备份，存于）
- Local website （页面存档备份，存于）
- Fingal Volunteer Centre （页面存档备份，存于）

53°27′35″N 6°13′05″W / 53.4597°N 6.2181°W